# أداة كتابة المساعدات (هات)
أداة كتابة الإرشادات برنامج حاسوبي يستعمل لكتابة محتوى الإرشادات (قسم المساعدة) في البرامج المتصلة بالإنترنت.

## الوظائف
الوظائف الأساسية لإداة كتابة المساعدات يمكن تقسيمها إلي الأقسام الأتية:

### إدخال الملف
تسمح الأداة بإستيراد الكلام المصدري من ملف أو تسمح للمستخدم بإنشاء الملف الخاص بهم داخل المُعدل الخاص بالبرنامج. تختلف صيغ الملفات التي يمكن إستيرادها من أداة إلي أخرى، الصيغ التي يمكن إستيرادها قد تكون: أسكي،لغة ترميز النص الفائق(HTML)،أوبن أوفيس.أورج،مايكروسوفت وورد.

### وظائف إضافية
بعض الأدوات توفر وظائف إضافية مثل:
- إنتاج الأرشفة تلقائياً أو يدوياً